# Chiesa di Santa Caterina (Sarzana)
La chiesa di Santa Caterina è un luogo di culto cattolico situato nel comune di Sarzana, in via Santa Caterina, in provincia della Spezia. La chiesa è sede della parrocchia omonima del vicariato di Sarzana della diocesi della Spezia-Sarzana-Brugnato.

## Storia e descrizione

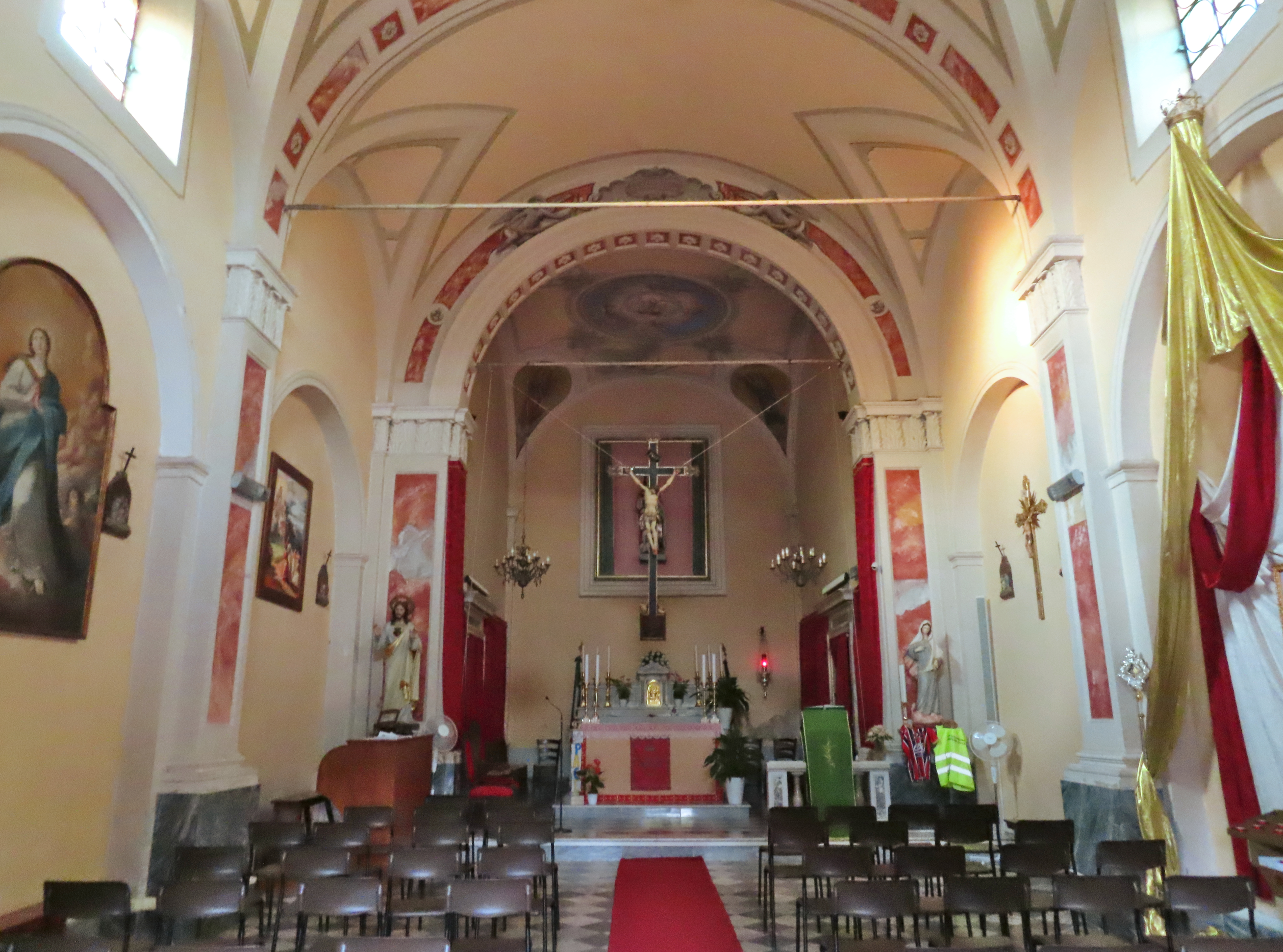
Navata

In posizione rialzata dalla principale arteria stradale, la provinciale 62 della Cisa, fu edificata nel corso del XVII secolo presso l'allora borgo di Santa Caterina. La struttura, non molto grande, presenta un'unica navata.
Al suo interno è conservata una statua raffigurante la Madonna in legno policromo. Nella parrocchiale trovano spazio inoltre due dipinti della scuola pittorica genovese, forse opera di Giovanni Andrea De Ferrari: la Visitazione a santa Elisabetta e Noli me tangere. La tela della Madonna col Bambino e santi, del Seicento, riprende un uguale dipinto del pittore Andrea del Sarto, già commissionato per il locale convento dei Domenicani, e qui trasferito successivamente.